# Aéroport de Parintins
L'aéroport de Parintins aussi appelé aéroport Júlio de Belém (code IATA : PIN • code OACI : SWPI) est l'aéroport de la ville de Parintins au Brésil. Il est nommé d'après Júlio Furtado Belém (1911-1971), un homme politique local et membre de l'Assemblée de l'État de l'Amazonas.
L'aéroport est géré par la municipalité de Parintins.

## Historique
L'aéroport a été inauguré dans les années 1980. Chaque mois de juin, au cours du Festival folklorique de Parintins, son trafic augmente considérablement.

## Compagnies aériennes et destinations
| Compagnies        | Destinations                                       |
| ----------------- | -------------------------------------------------- |
| MAP Linhas Aéreas | Altamira, Belém, Manaus, Porto Trombetas, Santarém |
| Air France        | Aéroport de Paris-Charles-de-Gaulle                |
| Korean Air        | Séoul                                              |

## Accès
L'aéroport est situé à 5 km du centre-ville de Parintins.